# Virtual Company Dossier
Das Virtual Company Dossier (VCD) ist ein Teil des Projekts PEPPOL (Pan-European Public Procurement OnLine) mit dem Ziel grenzüberschreitende öffentliche Ausschreibungen innerhalb der Europäischen Union, die relevanten ausschreibenden Stellen und die Anbieter zu unterstützen.

## Überblick
Das Projekt PEPPOL mit dem Arbeitspaket VCD wurde im Jahr 2008 unter Beteiligung von Projektpartnern aus sechs europäischen Ländern gestartet (Deutschland, Frankreich, Griechenland, Italien, Norwegen und Österreich).
Im Rahmen von VCD sollen Anbieter in grenzüberschreitenden Vergabeverfahren unterstützt werden, um die relevanten Nachweise (z. B. für Unbescholtenheit) korrekt übermitteln zu können. Schon seit einigen Jahren müssen öffentliche Ausschreibungen für große Projekte europaweit veröffentlicht werden, jedoch ist derzeit die Anzahl von Angeboten aus dem Ausland mit rund 3 % sehr gering.
Das zentrale Element des Projekts ist das European VCD System (EVS), welches die allgemeinen und juristischen Regelungen zur gegenseitigen Anerkennung der jeweils nationalen Nachweise (Attestate) in einem maschinen-lesbaren Regelwerk verwaltet (Ontologie) und die Auswertung des Regelwerks ermöglicht (via Systemschnittstellen).

## Ziele
Ein Ziel ist die Steigerung von öffentlichen Vergaben über Landesgrenzen hinweg (nicht nur an nationale Anbieter), um den potentiell sehr großen Markt für eProcurement in Europa zu nutzen und den Wettbewerb zu fördern. Es werden 2,288 Milliarden Euro jährlich durch öffentliche Stellen im EU-Raum ausgegeben, wobei derzeit nur rund 3 % an ausländische Bieter vergeben werden. Gerade kleine und mittlere Unternehmen ([KMU]) scheuen Angebote im Ausland aufgrund der großen bürokratischen Hürden, der hohen Kosten und der unklaren Rechtssituation. Das VCD soll diese Hürden verringern.

## Ergebnisse
Im Rahmen von VCD entstehen neben der Definition von offenen Standards auch Softwarekomponenten, Services und vollständige Applikationen:
- Virtual-Company-Dossier-Paket (VCD-Paket, VCD Package): Spezifikation des standardisierten Formats zu Übermittlung von Nachweisen, Zertifikaten und Belegen in elektronischer Form.
- VCD Viewer: System zur Anzeige von VCD-Paketen.
- VCD Designer: System zum Auswählen und Ableiten von Nachweisen zu einer Ausschreibung.
- VCD Builder: System zum Erstellen eines VCD-Pakets.
- European VCD System (EVS): System zur Abbildung des rechtlichen Regelwerks bei grenzüberschreitenden Ausschreibung und Ableitung von Empfehlungen in konkreten Ausschreibungen.
- Criteria Editor: System zur Definition von nachzuweisenden Qualifikationskriterien zu einer Ausschreibung (Benutzer sind ausschreibende Stellen).
- VCD Ontologie: Maschinen-lesbares Regelwerk zur gegenseitigen Anerkennung der jeweils nationalen Nachweise bei grenzüberschreitenden Ausschreibungsverfahren.
- Ontology Management System (OMS): System zur Erstellung und Anpassung des maschinen-lesbaren Regelwerks (VCD Ontologie).